# Dan Reynolds
Dan Reynolds   (Las Vegas, 14 de juliol de 1987) és un músic estatunidenc, conegut pel fet de ser el cantant principal de la banda indie-rock de Las Vegas Imagine Dragons.
Ha publicat un EP titulat Egyptian amb la seva dona, Aja Volkman, la qual és cantant principal en el grup anomenat Nico Vega.